# Rufinamida
Rufinamida (Inovelon ®) es un agente anticonvulsivante, especialmente indicado en el síndrome de Lennox-Gastaut, una variedad de epilepsia. Es una terapia adicional autorizada desde el cuarto año de vida.

## Farmacología

### Mecanismo de acción
A pesar de que el mecanismo de acción no está completamente dilucidado, existen antecedentes, que la Rufinamida actuaría inhibiendo el canal de sodio neuronal. Por el contrario no habría evidencias, de activación de los sistemas γ-Aminobutírico- o Glutamato.

### Farmacocinética
Después de la administración oral la concentración sanguínea alcanza su máximo a las 6 h. De una manera no dosis dependiente, así que se acepta que al absorción es dosis-limitada. la biodisponibilidad depende de la ingesta alimentaria y alcanza un alza por la administración con las comidas de un tercio. En la sangre se une a proteína plasmática. La eliminación se efectúa exclusivamente por transformación en forma hidrolizada del grupo carbóxilo con eliminación vía renal. La vida media radioactiva en el plasma se logra a 6-10 h .

## Reacciones laterales
Los efectos indeseables más frecuentes en las pruebas clínicas eran dolor de cabeza, vértigos, cansancio y somnolencia. Particularmente en los pacientes con síndrome de Lennox-Gastaut informado también muy frecuentemente náusea y vómito. además de los siguientes efectos laterales infección de las vías respiratorias altas y bajas, falta de apetito con trastornos alimentarios y perdida de peso, miedo, imagen doble, visión borrosa, epistaxis, dolor abdominal, potting, failure, excursión, acné, dolor de espalda, trastornos de la marcha y oligomenorrea. En la fase de desarrollo clínico el medicamento fue retirado en un quinto de los casos, debido a la aparición de status epiléptico.

## Interacción

### otros agentes antiepilépticos
Debido a que la principal aplicación de la rufinamida es el síndrome de Lennox-Gastaut, en la que se emplean otros agentes anticonvulsivantes, es especialmente importante observar los efectos recíprocos con otros principios activos de esta categoría. Rufinamida afecta fenitoina, por disminución de eliminación y la concentración en la sangre aumenta concomitantemente, de tal modo que la aplicación simultánea se debe reducir la dosis de fenitoina. Las concentraciones de carbamazepina, lamotrigina, fenobarbital, ácido valproico o topiramato no se afectan mayormente. Sin embargo la administración simultánea provoca un incremento claro de la concentración de ácido valproico por Rufinamida, de tal modo que es necesario disminuir la dosis. La carbamazepina, fenobarbital, fenitoina y vigabatrina reducen la concentración de la Rufinamida.

### Determinados principios activos
Dado que la administración simultánea de Rufinamida con hormonas anticonceptivas la cantidad disponible de estrógeno ca 22% y el Gestageno cae 14%, para mujeres en edad fértil, que emplean anticonceptivos orales, se recomienda un método adicional. Este efecto recíproco posiblemente es detenido, la Rufinamida -actividad de Citocromo P450, que aumenta el CYP3A4. por lo que puede alterar la acción de otros fármacos, que son metabolizados por este sistema enzimático.